# Nele Schepe
Nele Schepe (* 25. März 1994 in Hamburg) ist eine deutsche Schauspielerin.

## Leben
Nele Schepe absolvierte ihre Schauspielausbildung von 2015 bis 2018 an der Schule für Schauspiel Hamburg.
Seit 2014 hat Schepe bislang in mehreren Fernsehserien als Schauspielerin mitgewirkt.
Nele Schepe hat mit ihrem Partner eine Tochter (* 2017) und wohnt in Hamburg. Neben ihrer Muttersprache Deutsch spricht sie auch Englisch und Schwedisch.

## Filmografie
- 2014: Das Tor zur Welt
- 2016: SOKO Wismar (Fernsehserie, 1 Folge)
- 2016: Morden im Norden (Fernsehserie, 1 Folge)
- 2016: In aller Freundschaft (Fernsehserie, 3 Folgen)
- 2016: Wishlist (Fernsehserie)
- 2016–2017: Club der roten Bänder (Fernsehserie, 7 Folgen)
- 2017: Bad Cop – kriminell gut (Fernsehserie, 1 Folge)
- 2018: Tatort: Meta
- 2022: Rote Rosen (Fernsehserie)
- 2023: Großstadtrevier (Fernsehserie, 1 Folge)
- 2024: Das Traumschiff: Argentinien (Fernsehserie, 1 Folge)